# Yirrganydji

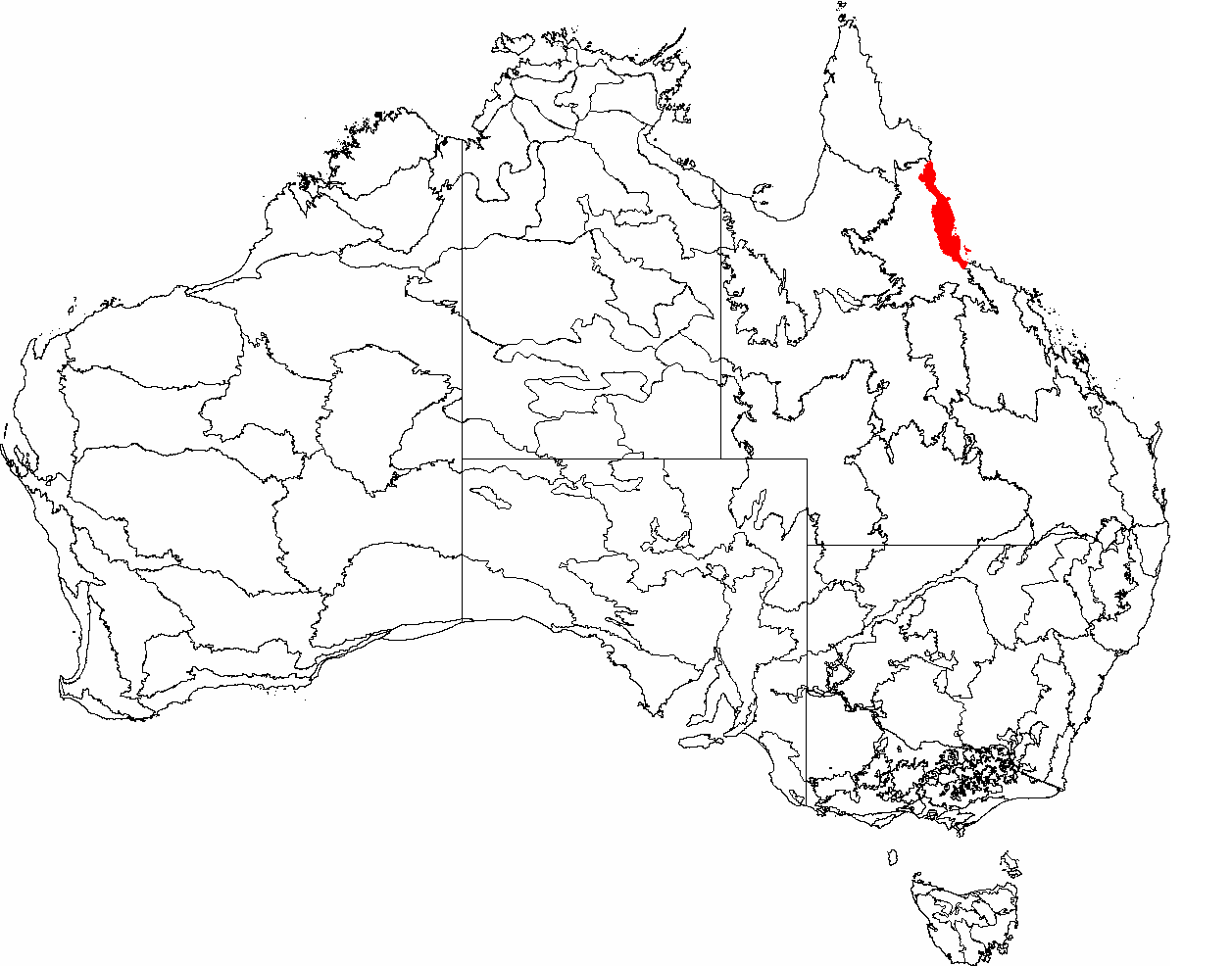
Siedlungsgebiet der Irukandji

Die Yirrganydji, vor allem als Irukandji geschrieben, sind die ursprünglichen Bewohner (Aborigines) einer schmalen Küstenregion im Djabugay Country. Die Küstenbewohner (Coastal People) lebten in dem Gebiet nordwärts vom Barron River in (Queensland)  bis nach Port Douglas am Mowbray River.  Die Yirrganydji lebten bis in die jüngste Zeit vom Fischfang im Meer. Ihre Sprache wird Yirrgay genannt, es handelt sich hierbei um einen Djabugay Dialekt. Nach den Yirrganydji wurde eine giftige Qualle benannt, Irukandji, und das mit ihr verbundene Irukandji-Syndrom.

## Lebensweise
Die Yirrganydji lebten in Hütten zwischen den Sanddünen am Strand, die mit Palmenblättern und Baumrinden gegen den Regen abgedeckt waren. Sie machten Feuer gegen die Stechmücken und ernährten sich von Fischen, Aalen, Schildkröten, Austern und Krustentieren. Belegt ist, dass im Jahre 1876 in der Zeit der europäischen Besiedelung auf Auslegerkanus auf Flüssen und an den Küsten bewegten, die aus rotem Zedernholz angefertigt wurden. Sie jagten aber auch als ein Stamm von Jägern und Sammlern an den Flüssen und in den Küstenregionen Wallabys, Bandicoots (Nasenbeutler), Pythonschlangen, Eidechsen, Flughunde, Kasuare und andere Vogelarten. Die Frauen sammelten Jamswurzeln, Feigen, Pflaumen, Nüsse und Beeren.
Am Ende der Trockenzeit brannten sie die einheimische Vegetation kontrolliert ab, um den Boden für die kommende Wachstumsphase wieder fruchtbar zu machen.

## Tauschhandel
Am „Palm Cove“ trafen sie sich mit benachbarten Aboriginesstämmen, um zu tauschen, Feste zu feiern und ihre Initiationszeremonien durchzuführen. Es wurden Ehen vereinbart, die auch dazu dienten Bündnisse zu schließen oder auch Streit aus dem Weg zu räumen. Sie tauschten Halsketten aus Nautilusschalen, Coolamon (geflochtene Körbe), Schilder und Waffen.

## Billy Jagar
Vom Stamm der Aborigines der Yirriganydji ist Billy Jagar (King of Barron), ein Elder der  Yirriganydji, bekannt geworden, der im Jahre 1930 starb. Er war im Jahre 1896 mit seiner King plate abgebildet und wurde überaus bekannt, weil 60 Jahre nach seinem Tode zwei amerikanische Geschwistern, Margaret und Laura Cuprak, die Königsplatte, die im Wohnzimmer ihrer Familie während ihrer Kindheit hing, nach Cairns zurückbrachten. Die King plate hatte der Vater aus seiner Militär-Dienstzeit in Fidschi im Zweiten Weltkrieg mitgebracht.